# Dance Dance Dance (televisieprogramma)
Dance Dance Dance is een Nederlands televisieprogramma dat tot 2018 uitgezonden werd door RTL 4. In 2019 werd het programma uitgezonden door SBS6. In het programma dansen bekende Nederlanders met een nummer gekozen door jurylid Timor Steffens met hun danspartner bekende videoclips na. Dit effect wordt versterkt met een studio die gebruikmaakt van augmented reality en videomapping.

## Ontwikkeling
Aanvankelijk zou Dance Dance Dance een dansprogramma worden op SBS6, waarin twee bekende Nederlanders aan elkaar gekoppeld zouden worden, wat afwijkt van eerdere dansshows als Dancing with the Stars waarin een bekende Nederlander aan een professionele danser werd gekoppeld. Twee weken later, toen ook de kandidaten bekend werden gemaakt, bleek echter dat RTL 4 het programma zou uitzenden.
Vanwege de betrokkenheid van Timor Steffens als artistiek leider bij Dance Dance Dance wilden bekende choreografen en dansers waarmee hij eerder mee heeft samengewerkt zich bij het programma aansluiten. Steffens zetelde uiteindelijk ook in de jury, naast Dan Karaty en Igone de Jongh.
De presentatie lag de eerste drie seizoenen in de handen van Chantal Janzen en Jandino Asporaat, in het vierde seizoen werd Jandino Asporaat vervangen door Humberto Tan. De titelsong werd ingezongen door Sharon Doorson en geschreven door Cimo Fränkel en Rik Annema.
Elke aflevering zetten de koppels verschillende dansacts neer, op de muziek en met de originele choreografie van bekende dansnummers. De koppels schitteren niet alleen als duo, maar ook wekelijks met een solodans. Vanaf aflevering 3 vertrekt er wekelijks een koppel uit het programma, dit is het koppel met de minste punten van de jury.
De winnaars van Dance, Dance, Dance kregen 100.000 euro voor hun zelf gekozen doel. Het duo dat op de tweede plaats eindigde, kreeg 25.000 euro mee voor hun goede doel.
In 2016 won het programma de televisieprijs De tv-beelden in de categorie Beste nieuwe format. In 2017 kreeg het programma wederom de tv-beeldenprijs maar nu in de categorie Beste grote showprogramma.
Op zaterdag 3 september 2016 begon bij RTL 4 het tweede seizoen van Dance Dance Dance. Gelijktijdig begon bij de Duitse RTL de eerste aflevering van het eerste seizoen van de Duitse versie. Er kwam ook een Britse versie, die in Nederland werd opgenomen. Deze werd in Engeland uitgezonden vanaf 8 januari 2017 op ITV.
In het najaar van 2018 werd bekend dat de bedenker van het format, John de Mol, het programma van RTL 4 haalt en op zijn eigen televisiezender SBS6 gaat uitzenden. Dit werd het programma fataal. Het programma scoorde in vergelijking met de eerdere seizoenen op RTL 4 een stuk lagere kijkcijfers, hierdoor werd gekozen het programma na één seizoen op SBS6 niet meer terug te laten keren. De lagere kijkcijfers werden onder meer veroorzaakt doordat het tegenover The Masked Singer was geprogrammeerd, dat op dat moment voor het eerst werd uitgezonden op RTL 4. De kijkers vonden dit kennelijk interessanter, waardoor ze massaal afhaakten bij Dance Dance Dance.

## Presentatie
De presentatie van het programma was tijdens de eerste drie seizoenen in handen van Chantal Janzen en Jandino Asporaat. Voor het vierde seizoen, dat plaatsvond in 2018, werd Asporaat vervangen als presentator door deelnemer aan het eerste seizoen Humberto Tan. Nadat het programma in 2019 verhuisde naar SBS6 werd de presentatie voor het vijfde seizoen verzorgd door Wendy van Dijk en Jandino Asporaat, die hiermee na 1 seizoen terugkeert in het programma. 
| Presentator      | Seizoen 1 | Seizoen 2 | Seizoen 3 | Seizoen 4 | Seizoen 5 |
| ---------------- | --------- | --------- | --------- | --------- | --------- |
| Jandino Asporaat |           |           |           |           |           |
| Chantal Janzen   |           |           |           |           |           |
| Humberto Tan     |           |           |           |           |           |
| Wendy van Dijk   |           |           |           |           |           |

 presentator
 kandidaat

## Jury
In het programma was een driekoppige jury aanwezig die de kandidaten beoordelen en cijfers gaven. Het cijfer gaven ze zonder overleg als de act afgelopen was. De jury geeft dan de kandidaten feedback, hierna verschijnen de cijfers. De jury bestond de eerste vier seizoenen uit Dan Karaty, Timor Steffens en Igone de Jongh. Na de overstap van het programma van RTL 4 naar SBS6 werd Karaty voor het vijfde seizoen vervangen door Jan Kooijman.
| Presentator    | Seizoen 1 | Seizoen 2 | Seizoen 3 | Seizoen 4 | Seizoen 5 |
| -------------- | --------- | --------- | --------- | --------- | --------- |
| Dan Karaty     |           |           |           |           |           |
| Timor Steffens |           |           |           |           |           |
| Igone de Jongh |           |           |           |           |           |
| Jan Kooijman   |           |           |           |           |           |

## Seizoensoverzicht
| Seizoen | Uitzendtijden          | Zender | Aantal afleveringen | Start seizoen     | Start seizoen | Einde seizoen     | Einde seizoen | Gemiddelde kijkcijfers |
| Seizoen | Uitzendtijden          | Zender | Aantal afleveringen | Datum             | Kijkcijfers   | Datum             | Kijkcijfers   | Gemiddelde kijkcijfers |
| ------- | ---------------------- | ------ | ------------------- | ----------------- | ------------- | ----------------- | ------------- | ---------------------- |
| 1       | Zaterdag 20:00 – 21:30 | RTL 4  | 6                   | 5 september 2015  | 1.416.000     | 10 oktober 2015   | 1.897.000     | 1.579.000              |
| 2       | Zaterdag 20:00 – 21:30 | RTL 4  | 6                   | 3 september 2016  | 1.512.000     | 8 oktober 2016    | 2.015.000     | 1.579.333              |
| 3       | Zaterdag 20:00 – 21:30 | RTL 4  | 6                   | 2 september 2017  | 1.231.000     | 7 oktober 2017    | 1.492.000     | 1.388.000              |
| 4       | Zaterdag 20:00 – 21:30 | RTL 4  | 6                   | 25 augustus 2018  | 1.141.000     | 29 september 2018 | 1.309.000     | 1.149.333              |
| 5       | Vrijdag 20:30 – 22:00  | SBS6   | 6                   | 27 september 2019 | 760.000       | 1 november 2019   | 598.000       | 601.200                |

## Kandidaten

### Seizoen 1 (2015)
| Plaats | Deelnemer 1        | Deelnemer 2                        | Opmerkingen                |
| ------ | ------------------ | ---------------------------------- | -------------------------- |
| 1      | Pim Wessels        | Pip Pellens                        | Winnend dans duo           |
| 2      | Achmed Akkabi      | Fockeline Ouwerkerk                | Tweede plaats              |
| 3      | Humberto Tan       | Julia Tan (Dochter van Humberto)   | Afgevallen in aflevering 5 |
| 4      | Euvgenia Parakhina | Jeroen Jorna (Vriend van Euvgenia) | Afgevallen in aflevering 4 |
| 5      | Sylvana Simons     | Regilio Denswil (Neef van Sylvana) | Afgevallen in aflevering 3 |

### Seizoen 2 (2016)
| Plaats | Deelnemer 1         | Deelnemer 2                               | Opmerkingen                |
| ------ | ------------------- | ----------------------------------------- | -------------------------- |
| 1      | Buddy Vedder        | Robin Martens                             | Winnend dans duo           |
| 2      | Kees Tol            | Annemarie Keizer (Vrouw van Simon Keizer) | Tweede plaats              |
| 3      | Ferry Doedens       | Inge de Bruijn                            | Afgevallen in aflevering 5 |
| 4      | Antje Monteiro      | Romy Monteiro                             | Afgevallen in aflevering 4 |
| 5      | Jeroen van der Boom | Dany de Wit (Vrouw van Jeroen)            | Afgevallen in aflevering 3 |

### Seizoen 3 (2017)
| Plaats | Deelnemer 1         | Deelnemer 2          | Opmerkingen                |
| ------ | ------------------- | -------------------- | -------------------------- |
| 1      | Zoey Ivory          | Marnix Lenselink     | Winnend dans duo           |
| 2      | Toprak Yalçiner     | Stijn Fransen        | Tweede plaats              |
| 3      | Maan de Steenwinkel | Kaj van der Voort    | Afgevallen in aflevering 5 |
| 4      | Edsilia Rombley     | Roué Verveer         | Afgevallen in aflevering 4 |
| 5      | Renate Verbaan      | Koos van Plateringen | Afgevallen in aflevering 3 |

### Seizoen 4 (2018)
In maart 2018 werd bekendgemaakt dat het programma terug zou keren voor een vierde seizoen, tevens werden de deelnemers bekendgemaakt. In mei 2018 werd bekendgemaakt dat Humberto Tan, deelnemer uit het eerste seizoen, het presentatiestokje overneemt van Jandino Asporaat.
| Plaats | Deelnemer 1             | Deelnemer 2     | Opmerkingen                |
| ------ | ----------------------- | --------------- | -------------------------- |
| 1      | Holly Mae Brood         | Soy Kroon       | Winnend dans duo           |
| 2      | Britt Scholte           | Urvin Monte     | Tweede plaats              |
| 3      | Miljuschka Witzenhausen | London Loy      | Afgevallen in aflevering 5 |
| 4      | Marlayne Sahupala       | Patrick Martens | Afgevallen in aflevering 4 |
| 5      | Bridget Maasland        | Jelle de Jong   | Afgevallen in aflevering 3 |

### Seizoen 5 (2019)
In maart 2019 werd bekendgemaakt dat het programma terug zou keren voor een vijfde seizoen. Het format werd van RTL 4 gekocht en het programma was vanaf dit moment voor het eerst te zien op SBS6. Hierdoor werd Chantal Janzen als presentatrice vervangen door Wendy van Dijk. Presentator Humberto Tan werd vervangen door Jandino Asporaat, die eerder al als presentator van het programma te zien was. Op 2 maart 2019 werden de kandidaten van het vijfde seizoen bekendgemaakt. Voor het eerst in de geschiedenis doet er een trio mee aan het programma.
| Plaats | Deelnemer 1     | Deelnemer 2                    | Opmerkingen                |
| ------ | --------------- | ------------------------------ | -------------------------- |
| 1      | O'G3NE          | O'G3NE                         | Winnend dans trio          |
| 2      | Vinchenzo       | Nochtli Peralta Alvarez        | Tweede plaats              |
| 3      | Danny de Munk   | Bo de Munk (Dochter van Danny) | Afgevallen in aflevering 5 |
| 4      | Sharon Doorson  | Géza Weisz                     | Afgevallen in Aflevering 4 |
| 5      | Thomas Cammaert | Susan Visser                   | Afgevallen in aflevering 3 |

## Trivia
- In het vijfde seizoen deed voor het eerst onder de duo's een trio mee.